# Petra Jászapáti
Petra Jászapáti (n. 31 decembrie 1998, Seghedin, Ungaria) este o sportivă ce a reprezentat Ungaria, medaliată olimpică. A participat la 2 ediții ale Jocurilor Olimpice (2018, 2022) în care a câștigat 1 medalie de bronz.